# Hrušov
Hrušov är en ort i Tjeckien.   Den ligger i regionen Mellersta Böhmen, i den centrala delen av landet, 40 km nordost om huvudstaden Prag. Hrušov ligger 260 meter över havet och antalet invånare är 189.
Terrängen runt Hrušov är platt. Runt Hrušov är det ganska tätbefolkat, med 166 invånare per kvadratkilometer. Närmaste större samhälle är Mladá Boleslav, 8,4 km nordost om Hrušov. Trakten runt Hrušov består till största delen av jordbruksmark.